# Mitsubishi F-X
Il Mitsubishi F-X (chiamato anche F-3) è stato un concetto di caccia da superiorità aerea stealth di 6ª generazione da sviluppare per l'aeronautica giapponese. In patria è conosciuto anche come Jikisentōki 次期戦闘機 che significa "caccia di prossima generazione". Doveva essere il primo jet da combattimento stealth sviluppato interamente in Giappone, il suo scopo era quello di sostituire il Mitsubishi F-2 entro il 2035.
Nel 2022 il progetto è confluito nel Global Combat Air Programme (GCAP), dicitura per la nuova partnership fra Giappone, Italia e Regno Unito per lo sviluppo congiunto di un caccia di sesta generazione.

## Sviluppo

### Origini
Il progetto è nato con lo scopo di rafforzare l'industria della difesa nazionale e potenzialmente entrare nel mercato internazionale delle armi, in mezzo al cambiamento dell'atteggiamento difensivo del Giappone. Nell'ottobre 2020, la Mitsubishi Heavy Industries è stata selezionata come il principale sviluppatore del progetto. Il programma F-X è iniziato quando gli Stati Uniti hanno vietato le esportazioni dell'F-22. Per questa ragione è stato invece scelto di sviluppare un caccia a livello nazionale, per sostituire la vecchia flotta di caccia nel futuro. Infatti tra il dicembre 2009 e l'agosto 2010, il Ministero della Difesa giapponese ha iniziato a condurre uno studio per lo sviluppo di un futuro jet da combattimento per sostituire l'F-2. La ricerca richiedeva un nuovo jet da combattimento, che fosse una generazione avanti rispetto ai caccia contemporanei di quinta generazione.
Il primo concept fighter è stato chiamato i3 Fighter (i3 acronimo di: Informed, Intelligent, Instantaneous) ma mai sviluppato.

### Mitsubishi ATD-X
Gran parte dello sviluppo del programma F-X è correlato allo sviluppo del Mitsubishi X-2 Shinshin. Lo sviluppo del velivolo sperimentale ha consentito al Giappone di ottenere nuove informazioni e sviluppare nuove tecnologie relative al loro jet da combattimento di prossima generazione. L'X-2 ha effettuato il suo primo volo il 22 aprile 2016 ed i test si sono conclusi a marzo 2018.

## Programma F-X
All'inizio del febbraio 2019, il Ministero della Difesa ha annunciato ed avviato il programma Future Fighter, interamente giapponese, rafforzando l'esclusione dei piani per lo sviluppo o la produzione locale di jet da combattimento di fabbricazione straniera esistenti e consentendo al programma di dare la priorità alle industrie nazionali per lo sviluppo e la produzione del caccia stealth.
Lo sviluppo del programma è previsto per concludersi entro il 2023, in linea con il programma del Ministero della Difesa e dovrà richiedere 15 anni per essere totalmente completato; nel periodo in cui l'F-2 dovrà essere ritirato.
Il Ministero della Difesa ha dato la priorità a cinque aspetti chiave per lo sviluppo del programma:
- Capacità per la futura superiorità aerea
- Possibilità di espandere la capacità incorporando le tecnologie di prossima generazione
- Possibilità di modificare e aggiornare la nuova piattaforma
- Partecipazione dell'industria giapponese
- Costo contenuto

Nel 2020 il nome del programma è stato ufficialmente cambiato da Future Fighter a F-X. Sempre nello stesso anno il Ministero della Difesa ha previsto che la produzione del primo prototipo di caccia inizierà nel 2024, con i test di volo che inizieranno nel 2028, mentre la produzione su vasta scala dovrebbe iniziare entro il 2031.
Nel giugno 2021, il Giappone ha dichiarato di essere in discussione con funzionari britannici in merito alla cooperazione con la Rolls-Royce sullo sviluppo del motore.
Il 9 dicembre 2022, con un comunicato congiunto dei tre governi, Regno Unito, Giappone e Italia hanno annunciato il Global Combat Air Programme (GCAP), dicitura per la nuova partnership fra le tre nazioni per portare a compimento la sesta generazione di aerei da combattimento. In pratica, il progetto del Tempest si fonderà ora a quello dell'F-X nipponico sviluppato dalla Mitsubishi. Lo sviluppo vedrà materialmente la luce dal 2024 e il caccia entro il 2035.

## Design
L'F-X è un velivolo stealth con una elevata riduzione della traccia radar, ed è un caccia da superiorità aerea studiato per il combattimento aereo e la neutralizzazione delle minacce avversarie nel dominio del cielo, utilizzando perciò anche il coordinamento con sensori, dati e comunicazioni provenienti da fonti esterne, opportunamente coordinate e operanti in maniera collaborativa. La struttura prevede due lunghe ali a freccia, due timoni inclinati e un apparato propulsivo bimotore. La fusoliera dovrebbe ospitare un cockpit con un singolo posto per un unico pilota. Le armi andrebbero alloggiate in una stiva interna nella parte centrale della fusoliera. Materiali radar-assorbenti verrebbero utilizzati per ricoprire la superficie e aumentare le qualità stealth del velivolo.

## Utilizzatori
Giappone
- Japan Air Self Defence Force

Dovranno sostituire i Mitsubishi F-2 a cominciare dal 2035 circa.